# Brad Grey
Brad Alan Grey (Nova Iorque, 29 de dezembro de 1957 — Los Angeles, 14 de maio de 2017) foi um produtor cinematográfico e empresário norte-americano.